# Numero piramidale quadrato

Rappresentazione geometrica del numero piramidale 30=1+4+9+16.

Un numero piramidale quadrato è un numero figurato che rappresenta una piramide a base quadrata. L'n-esimo numero di questo tipo è quindi la somma dei quadrati dei primi n numeri naturali, che può essere espressa in formula come
{\displaystyle \sum _{k=1}^{n}k^{2}={\frac {n(n+1)(2n+1)}{6}}={\frac {2n^{3}+3n^{2}+n}{6}}.}
Questa formula è un caso particolare della formula di Faulhaber e si può dimostrare o utilizzando il doppio conteggio, per induzione oppure per costruzione algebrica. Una formula equivalente si trova nel Liber abaci di Fibonacci (1202, capitolo II.12).
Si osservi che tale formula restituisce sempre un numero intero, infatti:
- n e n+1 sono due numeri consecutivi, quindi uno dei due è pari;
- uno tra n, n+1 e 2n+1 è multiplo di 3 (rispettivamente se n=3k, n=3k+2, n=3k+1);

il numeratore è allora un multiplo di 6 e si semplifica quindi con il denominatore.
I primi numeri piramidali quadrati sono
1, 5, 14, 30, 55, 91, 140, 204, 285, 385, 506, 650, 819.
Questi numeri possono essere costruiti nello spazio fisico, come mostrato in figura, attraverso una piramide di sfere la cui base ha lato n.

## Dimostrazione per costruzione algebrica
È possibile osservare che:
{\displaystyle \sum _{k=0}^{n}k^{2}=\sum _{k=0}^{n-1}\sum _{i=k+1}^{n}i}
infatti questo è un modo per raggruppare diversamente i quadrati.
Facciamo un esempio, prendendo il caso n=5.
{\displaystyle 0^{2}+1^{2}+2^{2}+3^{2}+4^{2}+5^{2}=}
{\displaystyle 1+2+3+4+5+}
{\displaystyle 2+3+4+5+}
{\displaystyle 3+4+5+}
{\displaystyle 4+5+}
{\displaystyle 5}
da questa rappresentazione si può notare che, così facendo, si rappresenta 5 volte il numero cinque,
4 volte il numero quattro e così via, fino a rappresentare 0 volte il numero zero.
Si è quindi riscritta la somma dei quadrati in un altro modo.
A questo punto, ricordando il risultato già noto:
{\displaystyle \sum _{i=0}^{n}i={\frac {n(n+1)}{2}}}
e che
{\displaystyle \sum _{i=k}^{n}i={\frac {n(n+1)}{2}}-{\frac {k(k-1)}{2}}}
(poiché :{\displaystyle \sum _{i=k}^{n}i=\sum _{i=0}^{n}i-\sum _{i=0}^{k-1}i} )
si può scrivere:
{\displaystyle \sum _{k=0}^{n}k^{2}=\sum _{k=0}^{n-1}[{\frac {n(n+1)}{2}}-{\frac {k(k+1)}{2}}]}
da cui:
{\displaystyle \sum _{k=0}^{n}k^{2}={\frac {n(n+1)}{2}}(\sum _{k=0}^{n-1}1)-{\frac {1}{2}}(\sum _{k=0}^{n-1}k^{2})-{\frac {1}{2}}(\sum _{k=0}^{n-1}k)}
{\displaystyle \sum _{k=0}^{n}k^{2}={\frac {n^{2}(n+1)}{2}}-{\frac {1}{2}}(\sum _{k=0}^{n-1}k^{2})-{\frac {n(n-1)}{4}}}
considerando che:
{\displaystyle \sum _{k=0}^{n-1}k^{2}=(\sum _{k=0}^{n}k^{2})-n^{2}}
si può portare la sommatoria a primo membro, ottenendo:
{\displaystyle {\frac {3}{2}}\sum _{k=0}^{n}k^{2}={\frac {n^{2}(n+1)}{2}}-{\frac {n(n-1)}{4}}+{\frac {n^{2}}{2}}}
da cui facilmente si ricava che:
{\displaystyle \sum _{k=1}^{n}k^{2}={\frac {2n^{3}+3n^{2}+n}{6}}.}

## Relazioni con altri numeri figurati
I numeri piramidali possono anche essere espressi come somme di coefficienti binomiali:
{\displaystyle {\binom {n+2}{3}}+{\binom {n+1}{3}}={\frac {n(n+1)(n+2)}{6}}+{\frac {(n-1)n(n+1)}{6}}={\frac {n(n+1)(n-1+n+2)}{6}}.}
Inoltre l'n-esimo numero piramidale è un quarto del 2n-esimo numero tetraedrico:
{\displaystyle {\frac {n(n+1)(2n+1)}{6}}={\frac {2n(2n+2)(2n+1)}{4\cdot 6}}={\frac {1}{4}}T_{2n}.}
La somma di due numeri piramidali quadrati è un numero ottaedrico.
Oltre a 1, l'unico altro numero che è contemporaneamente un quadrato e un numero piramidale quadrato è 4900, il 70º numero quadrato e il 24º numero piramidale. Questo è stato dimostrato da George Neville Watson nel 1918.
Gli unici numeri che sono contemporaneamente piramidali quadrati e triangolari sono 1, 55, 91 e 208.335.
1 è anche il solo numero che sia contemporaneamente piramidale quadrato e tetraedrico.

## Quadrati in un quadrato
Un comune rompicapo matematico consiste nel trovare il numero di quadrati in una griglia n×n. Si può osservare che:
- il numero di quadrati 1x1 nella griglia è {\displaystyle n^{2}};
- il numero di quadrati 2x2 nella griglia è {\displaystyle (n-1)^{2}}: questo numero può essere trovato considerando che ogni incrocio, eccetto quelli della riga più in basso e della colonna più a destra, è l'angolo in alto a sinistra di un quadrato contenuto nella griglia;
- analogamente, il numero di quadrati k×k (per {\displaystyle 1\leq k\leq n}) nella griglia è {\displaystyle (n-k+1)^{2}}.

Segue quindi che il numero di quadrati in una griglia n×n è
{\displaystyle x=n^{2}+(n-1)^{2}+(n-2)^{2}+(n-3)^{2}+\ldots +1^{2}=\sum _{k=1}^{n}k^{2}={\frac {n(n+1)(2n+1)}{6}},}
ovvero l'n-esimo numero piramidale quadrato.